# Jules Pilloy
Jules Pilloy, né le 20 août 1830 à Bouresches et mort le 18 août 1922  à Enghien-les-Bains, est un archéologue français.

## Biographie
Jules Pilloy est le fils de Louis Honoré Pilloy, instituteur, et de Marguerite Mélanie Jary.
Agent voyer d'arrondissement, il est membre de la Société des antiquaires de France.
Il est mort à l'âge de 91 ans à Enghien-les-Bains, ses obsèques ont lieu à Saint-Quentin.

## Publication

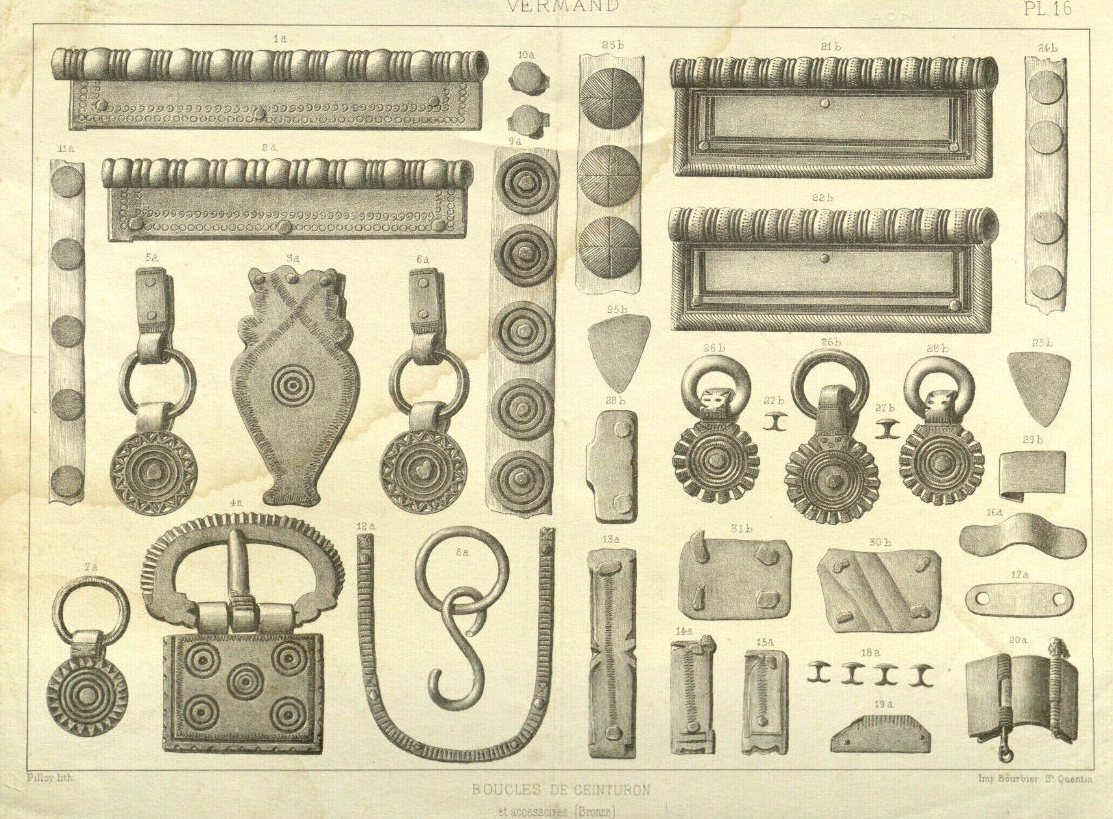
Lithographie montrant des boucles de ceinturon trouvées à Vermand.

- Études sur d'anciens lieux de sépulture dans l'Aisne (1880), lire en ligne sur Gallica.

## Distinctions
- Chevalier de la Légion d'honneur[3] en 1912
- Lauréat de l'Institut[2]